# Hausen (Niederorschel)
Hausen (ⓘ) ist ein Ortsteil der Gemeinde Niederorschel im thüringischen Landkreis Eichsfeld.

## Geschichte
Das Dorf Hausen wird 1206 als „Husen“ erstmals urkundlich erwähnt. Der Ort soll zu den Gütern gehört haben, die Graf Ernst von Gleichen dem Kloster Reifenstein übereignete. 1238 verkaufte Bernhard von Worbis Güter in Hausen an das Kloster Gerode, der Graf von Hohnstein übertrug 1246 den Zehnten des Dorfes an das Kloster. Ab dem Jahr 1294  gehörte Hausen zu Kurmainz und  war dem Kloster Reifenstein bis zur Säkularisation lehenspflichtig. Anfang des 16. Jahrhunderts war Hausen eine Wüstung, bis der Abt Matthias Rüdiger von Reifenstein das Klosterdorf um 1538 wieder aufbauen ließ.
1802 kam Hausen zu Preußen, 1807 zum Königreich Westphalen und 1813 wieder zur Provinz Sachsen des Königreichs Preußen. 1945 bis 1949 war der Ort dann Teil der sowjetischen Besatzungszone und ab 1949 Teil der DDR. Von 1961 bis 1990 bis zur Wende und Wiedervereinigung wurde der Ort durch seine Nähe zur Grenze beeinträchtigt. Seit 1990 ist der Ort Teil des neu gegründeten Bundeslands Thüringen.
Die zuvor selbständige Gemeinde Hausen wurde am 1. Januar 2019 nach Niederorschel eingegliedert. Sie gehörte zur Verwaltungsgemeinschaft Eichsfelder Kessel.

## Wappen
Blasonierung: „Gespalten von Blau und Rot mit  einer verkürzten, eingebogenen, silbernen Spitze, vorn ein wachsender,  goldener Bischofsstab, hinten ein wachsendes, gestürztes, silbernes  Schwert, in der Spitze drei schwarze Häuser mit silbernen Fenstern.“

## Einwohnerentwicklung
Entwicklung der Einwohnerzahl (31. Dezember):
| - 1994: 416 - 1995: 427 - 1996: 447 - 1997: 468 - 1998: 464 - 1999: 479 | - 2000: 480 - 2001: 469 - 2002: 472 - 2003: 464 - 2004: 475 - 2005: 467 | - 2006: 460 - 2007: 451 - 2008: 439 - 2009: 429 - 2010: 426 - 2011: 428 | - 2012: 424 - 2013: 414 - 2014: 413 - 2015: 405 - 2016: 413 - 2017: 416 |

Datenquelle: Thüringer Landesamt für Statistik

## Wirtschaft
Der Haltepunkt Hausen (Eichsfeld) liegt an der Bahnstrecke Halle–Hann. Münden.

## Kultur und Sehenswürdigkeiten
Auf dem Thomasberg wurde 1968 der Hundesportverein gegründet, der sich auch heute noch mit der Ausbildung von Begleit-, Fährten- und Schutzhunden beschäftigt. Dem Verein gehören auch Sportsfreunde aus den umliegenden Gemeinden an.
Jedes Jahr am Pfingstwochenende veranstaltet die örtliche Feuerwehr ein Zeltlager für alle Jugendlichen mit Spiel und Spaß. Aber auch in Zusammenarbeit mit anderen Vereinen (Kirmesburschen, Chor, Sportverein usw.) gelingen zum Beispiel ein Sommerfest, das Osterfeuer und ein Weihnachtsmarkt.
Jedes Jahr am zweiten Oktoberwochenende feiert Hausen die Große Kirmes mit Umzug und mehreren Veranstaltungen am Wochenende.

## Persönlichkeiten
- Franz Luster-Haggeney (1895–1958), CDU-Politiker, geboren in Hausen